# Marcelino Olaechea

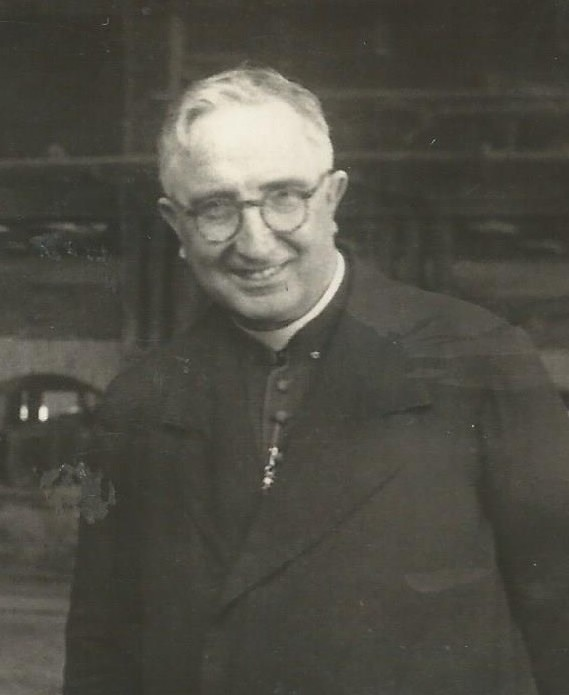
Arcebispo Marcelino Olaechea

Marcelino Olaechea Loizaga (Baracaldo, 9 de janeiro de 1888 - Valência, 21 de outubro de 1972) foi um religioso salesiano espanhol. Foi bispo de Pamplona durante a Guerra Civil e o pós-guerra (1935-1946) e mais tarde arcebispo de Valência até seu retiro em 1966.

## Biografia
Ingressou no colégio salesiano de Baracaldo em 1897. Quatro anos depois entrou na casa de formação dos salesianos em Villaverde de Pontones. Estudou Filosofia no noviciado e colégio filosófico Carabanchel Alto, então nos arreadores de Madri, onde tomou os hábitos aos 16 anos, e Teologia (no colégio internacional de Turim).
Em 1912 foi ordenado sacerdote, sendo nomeado diretor de vários colégios da ordem. Mais tarde foi providencial de Catalunha, Valência e Madri.
Em 1933 foi nomeado pelo Vaticano visitador dos seminários das províncias eclesiásticas de Valência, Granada e Sevilha. No ano seguinte voltou à vida salesiana.
Em 1935 foi nomeado bispo de Pamplona, e em 1946 feito arcebispo de Valência.

## Morte
Ao fazer 75 anos, segundo as normas do Concílio Vaticano II, apresentou sua renúncia eclesiástica, que foi aceita pelo papa Paulo VI, em novembro de 1966.
Marcelino Olaechea faleceu em Valência em 21 de outubro de 1972, aos 84 anos. Seus restos mortais descansam na capela de Santo Tomás de Villanueva da catedral.